# يوهان لودفيغ موفينكل
يوهان لودفيغ موفينكل (بالنرويجية: Johan Ludwig Mowinckel)‏ هو سياسي نرويجي ورئيس وزراء النرويج. كان ينتمي إلى الحزب الليبرالي النرويجي ولد يوهان لودفيغ مفينكل في أكتوبر 1870 في مدينة برغن. كان موفينكل قد شغل منصب عمدة مدينة برغن مرتين المرة الأولى كانت من عام 1902 إلى عام 1906 والمرة الثانية كانت من عام 1911 إلى عام 1913. كما شغل موفينكل منصب رئيس الوزراء ثلاث مرات المرة الأولى كانت ما بين عامي 1924 إلى عام 1926 والمرة المرة الثانية كانت ما بين عامي 1928 إلى عام 1931 والمرة الثالثة كانت ما بين عامي 1933 إلى عام 1935 توفي موفينكل في 30 سبتمبر 1943 في مدينة نيويورك بالولايات المتحدة.